# Sasa pubens
Sasa pubens är en gräsart som beskrevs av Takenoshin Nakai. Sasa pubens ingår i släktet sasabambu, och familjen gräs. Inga underarter finns listade i Catalogue of Life.